# Larisa Golubkina
Larisa Ivanovna Golubkina (en ruso: Лариса Ивановна Голубкина; 9 de marzo de 1940 – 22 de marzo de 2025) fue una actriz y cantante soviética y posteriormente rusa.

## Vida y carrera
Golubkina nació el 9 de marzo de 1940. En 1955 ingresó en la Moscow Musical School, donde se graduó al cabo de cuatro años. Posteriormente se matriculó en el Lunacharsky State Institute for Theatre Arts. Durante sus estudios, debutó en la pantalla en 1962 en la comedia Hussar Ballad, en el papel de Shurochka Azarova. Golubkina se matriculó en 1964 y se convirtió en actriz habitual del Teatro del Ejército Ruso. Apareció en una veintena de películas y en numerosas producciones teatrales. En 1991 fue declarada Artista del Pueblo de la RSFS de Rusia y en 2000 recibió la Orden de la Amistad. También recibió la Orden de la Insignia de Honor en dos ocasiones.
Golubkina fue la segunda esposa del fallecido Andrei Mironov. Su hija es la actriz Maria Golubkina. Larisa Golubkina falleció el 22 de marzo de 2025, a la edad de 85 años.

## Filmografía seleccionada
- Hussar Ballad (1962)
- Give Me a Book of Complaints (1965)
- The Tale of Tsar Saltan (1966)
- Liberation (1971)
- Three Men in a Boat (1979)